# Casearia hirsuta
Casearia hirsuta Sw. – gatunek rośliny z rodziny wierzbowatych (Salicaceae Mirb.). Występuje naturalnie na Karaibach, w Kostaryce, Panamie, Kolumbii, Wenezueli oraz Brazylii (w stanach Paraíba, Pernambuco, Espírito Santo oraz Parana). 

## Morfologia
PokrójZrzucający liście krzew dorastający do 4 m wysokości.
LiścieBlaszka liściowa ma eliptyczny kształt. Mierzy 4–18 cm długości oraz 2,5–8 cm szerokości, jest piłkowana na brzegu lub niemal całobrzega, ma klinową nasadę i ostry wierzchołek. Ogonek liściowy jest nagi i dorasta do 3–8 mm długości.
KwiatySą zebrane w pęczki, rozwijają się w kątach pędów. Mają 5 działek kielicha o owalnym kształcie. Kwiaty mają 8 pręcików.
OwoceMają kulistawy kształt i osiągają 1,5–2 cm średnicy.

## Biologia i ekologia
Rośnie w lasach. Występuje na wysokości do 500 m n.p.m.